# James Noble (politikus)
James Noble (Berryville, 1785. december 16. – Washington, 1831. február 26.) az Amerikai Egyesült Államok szenátora (Indiana, 1816–1831).